# لويس ليفاندوفسكي
لويس ليفاندوفسكي (بالألمانية: Louis Lewandowski)‏ هو ملحن ألماني، ولد في 23 أبريل 1821 في Września ‏ في بولندا، وتوفي في 4 فبراير 1894 في برلين في ألمانيا.

## وصلات خارجية
- لويس ليفاندوفسكي على موقع الموسوعة البريطانية (الإنجليزية)
- لويس ليفاندوفسكي على موقع ميوزك برينز (الإنجليزية)
- لويس ليفاندوفسكي على موقع أول ميوزيك (الإنجليزية)
- لويس ليفاندوفسكي على موقع ديسكوغز (الإنجليزية)